# Selaginella truncata
Selaginella truncata là một loài dương xỉ trong họ Selaginellaceae. Loài này được H. Karst. ex A. Braun mô tả khoa học đầu tiên năm 1857.